# Genevraie
Genevraie é uma comuna francesa na região administrativa da Normandia, no departamento Orne. Estende-se por uma área de 13,13 km². Em 2010 a comuna tinha 97 habitantes (densidade: 7,4 hab./km²).